# Bulupandak
Bulupandak is een bestuurslaag in het regentschap Probolinggo van de provincie Oost-Java, Indonesië. Bulupandak telt 520 inwoners (volkstelling 2010).